# Orbis Terrarum de Petro Plancio

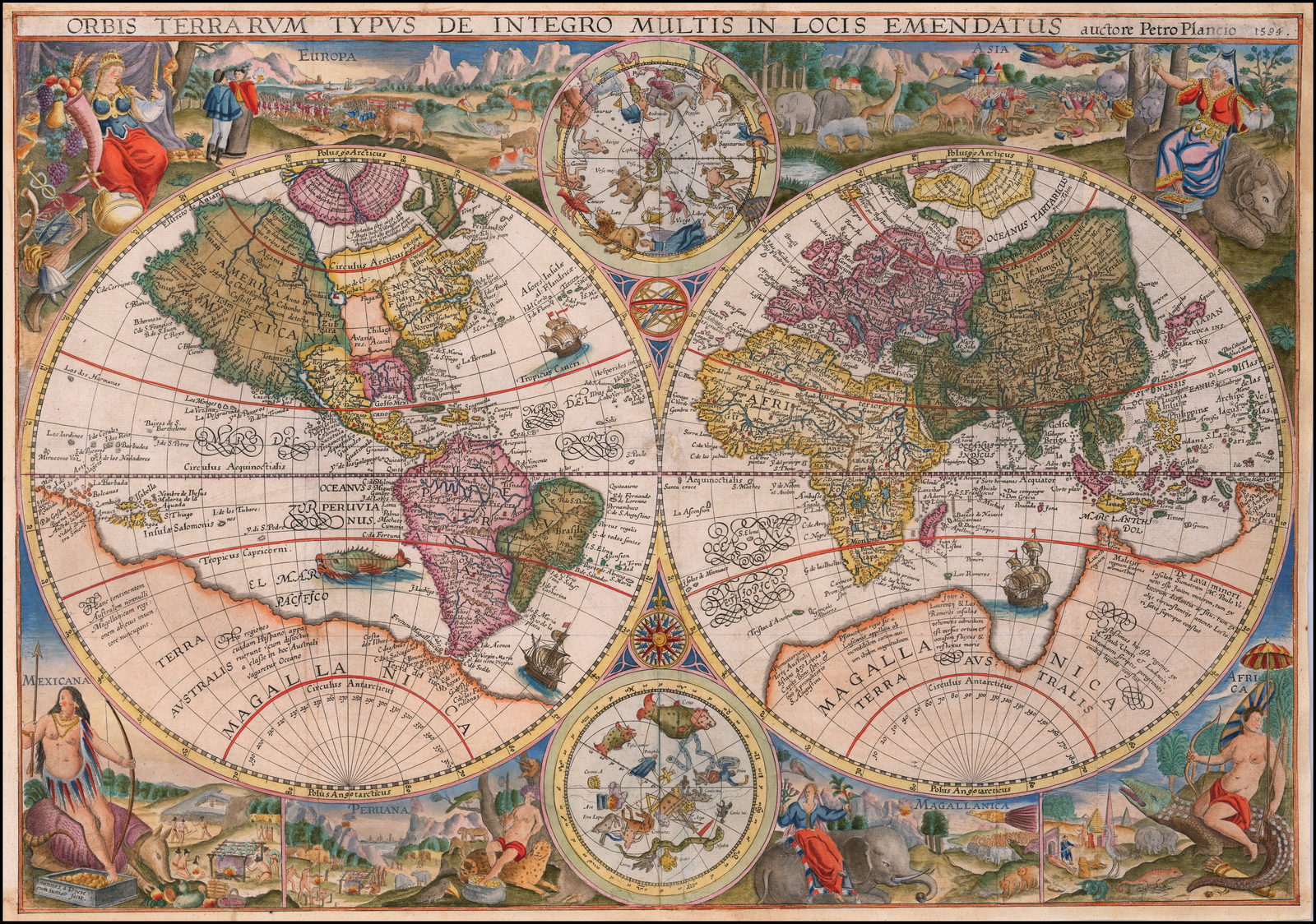
Orbis Terrarum de Petro Plancio.

El Orbis Terrarum de Petro Plancio (Orbis Terrarum Typus De Integro Multis In Locis Emendatus auctore Petro Plancio) es un mapamundi antiguo coloreado a mano, de 23 x 16 pulgadas (unos 58 x 40 cm) y publicado en Ámsterdam en 1594.
Petro Plancio fue un cartógrafo y astrónomo flamenco, conocido por introducir el método de proyección de Mercator en los mapas de navegación y por desarrollar un nuevo método de medir la longitud.
La persecución religiosa causada por la Inquisición, le hizo huir de Bruselas a Ámsterdam después de que la ciudad cayera en manos de los españoles en el contexto de la Guerra de los Ochenta Años, en 1585. Allí se interesó en la navegación y la cartografía y, teniendo acceso a las cartas náuticas recientemente traídas de Portugal, junto a su condición de ser uno de los fundadores de la Compañía Holandesa de las Indias Orientales, le colocó en una posición inmejorable para la confección de este tipo de mapas.

## Antecedentes

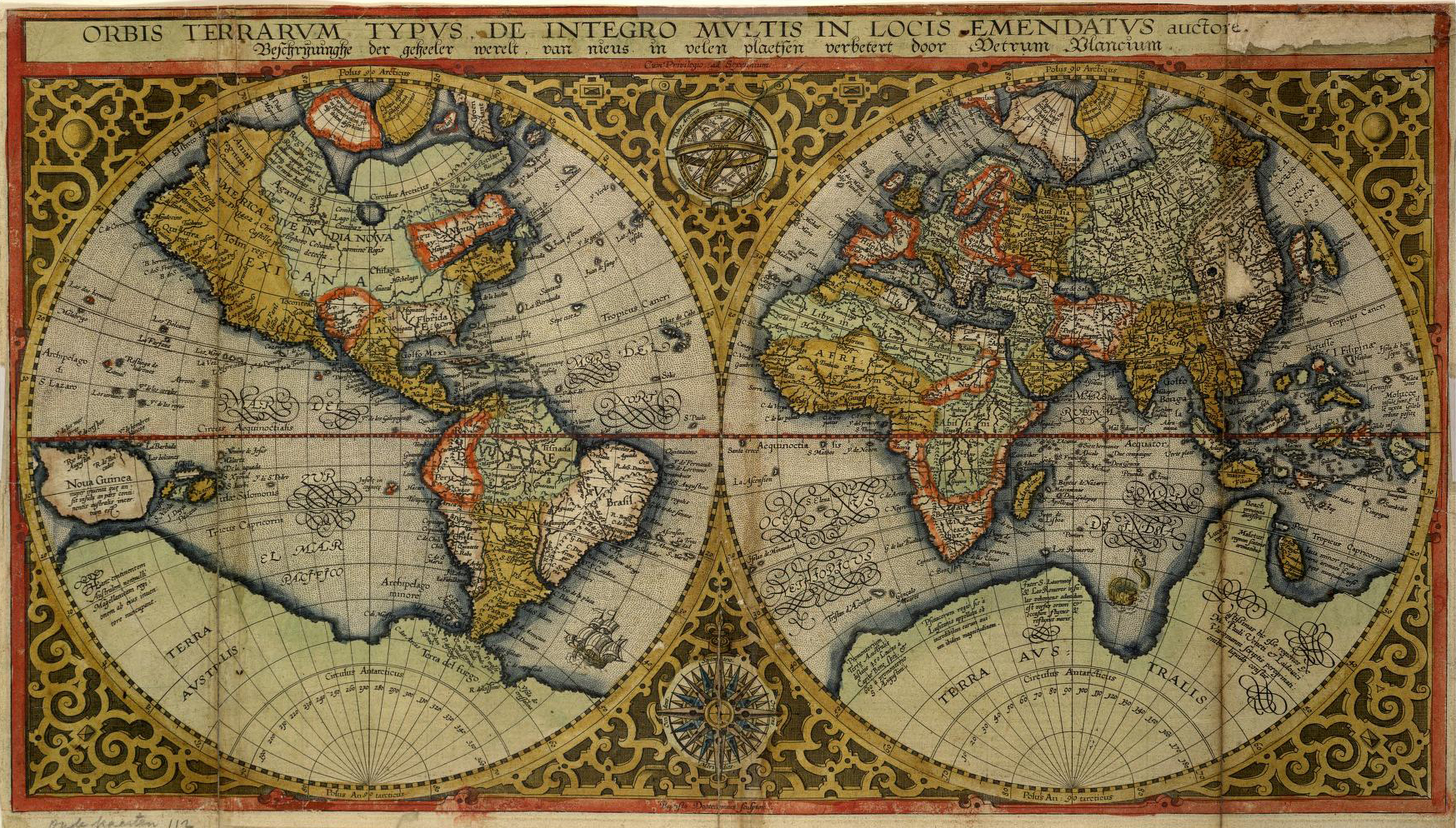
Orbis Terrarum de 1590.

Los hemisferios en este mapa se basan en un mapamundi anterior (1590) insertado en una Biblia editada por Plancio en ella en 1592, y en otras biblias en 1612 y 1621. El mapa de 1594 se publicó originalmente por separado en ediciones holandesas en 1605, 1614, 1623 y 1644. Las ediciones francesas se lanzaron en 1610, 1619 y 1638.
Los mapas de Plancio son poco comunes en el mercado ya que nunca se reimprimieron en forma de atlas. Copias de este mapa están en manos de Princeton, Yale, la Universidad Estatal de Illinois, la Biblioteca John Carter Brown, la Biblioteca William Clements de la Universidad de Míchigan, la Bibliotheque Nationale en París, en la Biblioteca General Histórica de la Universidad de Salamanca, y en dos bibliotecas en Alemania. Sin embargo, las copias del mapa no siempre están completamente coloreadas. La copia de John Carter Brown y la copia de París, solo están esbozadas o coloreadas parcialmente.

## Descripción
Se trata del primer mapa impreso que incluye figuras alegóricas decorativas para embellecer el área que rodea los hemisferios en el borde. Cada centímetro del documento está cubierto de información e imágenes. 

Continentes o regiones del mundo según Plancio (1594).

Los dos hemisferios, este y oeste, están dominados por un continente gigante del sur etiquetado como Magallanica. Hay tres barcos a toda vela en los océanos Atlántico e Índico, mientras que un gran monstruo marino acecha en la costa occidental de América del Sur. Por encima y por debajo de la unión de los hemisferios se encuentran las esferas celestes correspondientes que muestran las constelaciones en los hemisferios norte y sur. Insertados entre estos cuatro hemisferios hay una esfera armilar y una rosa de los vientos.
Alrededor de los detalles geográficos y cosmográficos están las figuras alegóricas que representan las principales regiones del mundo (en el sentido de las agujas del reloj desde la esquina superior izquierda): Europa, Asia, África, Magallanica, Peruana y Mexicana. En cada ilustración, una mujer representa las cualidades desde el punto de vista eurocéntrico, de ese lugar en particular, mientras que los fondos muestran otros rasgos como el paisaje, la flora, la fauna y los diversos pueblos.

### Europa
Europa figura sentada con peto y corona chapados en oro, un cetro en la mano y el pie sobre el orbe y la cruz, señalando su realeza. Es la única figura alegórica que no está sentada en un animal, para mostrar el nivel de civilización de Europa en comparación con el resto del mundo. Dentro de sus brazos hay una gran cornucopia, que enfatiza la abundancia y la fertilidad, mientras que debajo de ella hay una esfera armilar, libros, un laúd, un caduceo, un cuerno y armas como el casco y el arcabuz; Todos estos objetos simbolizan las artes y la filosofía natural, la música y la guerra, todas las cuales fueron vistas como contribuciones cruciales de Europa al mundo. Detrás de ella hay una escena de combate: las tropas de infantería, rojas contra azules, en línea de batalla disparándose unas a otras, mientras que una batalla naval se desarrolla en el mar a lo lejos. Más lejos, los animales pastan en una escena pastoral, con un pastor tocando la flauta con sus ovejas.

### Asia
Asia está sentada sobre un rinoceronte en un bosque, vestida con riquezas, con oro bordeando sus mangas y puños, y el elemento dorado y joyas llenan una caja a sus pies. Sostiene un árbol mientras contempla una escena de batalla: dos unidades de caballería con lanzas avanzan una sobre la otra. Más lejos, reflejando la escena de Europa, otra pastoral, con animales como jirafas, camellos, elefantes y un unicornio.

### África
A diferencia de las dos partes continentales anteriores, África no tiene riquezas a su alrededor. Está apenas vestida con un taparrabos y un gran sombrero redondo con el pecho expuesto. Se sienta sobre un cocodrilo con elefantes, lagartos, serpientes, avestruces y leones delante de ella. Sostiene armas como un arco, una lanza, además de un paraguas. A lo lejos están las pirámides egipcias y un cuerpo desnudo en una tumba, los únicos signos de civilización asociados con este continente desde el punto de vista en la Europa de entonces.

### Magallánica
La parte más fantástica del mapa es la sección de Magallánica o Magallanica. Llamado así en honor de Fernando de Magallanes, explorador y navegante portugués al servicio de Castilla, protagonista de la primera circunnavegación. Magallánica fue uno de los nombres dados al fantástico continente del sur, que incluía la actual Australia y tierras de la Antártida, de tamaño desconocido y variable que se creía contrarrestaba los continentes del hemisferio norte. Su figura alegórica está vestida al estilo europeo con una blusa con cordones, cuello alto y rígido y falda larga. Sostiene un árbol en cada mano y está sentada sobre un elefante. Detrás, un volcán entra en erupción. Ante ella hay una enorme manada de elefantes con jinetes humanos desnudos empuñando lanzas. En el suelo hay un grifo y lo que parecen ser suricatas mientras que en el cielo hay un fénix y una paloma.

### Peruana
La figura alegórica para esta porción del Nuevo Mundo, como África, apenas va vestida con un taparrabos y un tocado. Lleva un hacha de mango largo, sentada sobre un jaguar con los pies en una bolsa de monedas de oro. Loros, monos, pelícanos, cabras y llamas están cerca de ella. Un volcán en erupción subraya la volatilidad de esta civilización en comparación con sus propias culturas. Tres barcos europeos están en el puerto al fondo, llegando a interrumpir la escena del canibalismo que se muestra con horripilantes detalles.

### Mexicana
La figura alegórica de esta región está también semidesnuda pero tatuada, apenas cubierta con una prenda de plumas que deja su pecho descubierto y adornada con joyas de oro. Junto a ella hay un pequeño fuego para el canibalismo, mientras que el fuego más grande sirve para cocinar lagartos y peces. En el fondo hay un ejército en formación, armado con arcos y flechas. Se sienta sobre un oso hormiguero, con los pies en una caja de oro cerca de una variedad de alimentos que incluyen granadas, calabazas y bayas.